# Copa Simón Bolívar 1974
La Copa Simón Bolívar 1974 (se disputó en 1975 pero se tuvo en cuenta los resultados de la temporada 1973) fue la 4ª edición de este torneo que se había descontinuado en 1972. Para este torneo se sumaron equipos de Perú (Defensor Lima) y Ecuador (El Nacional) a un torneo que también contó con la participación del Portuguesa FC (Venezuela) y Atlético Nacional de Medellín (Colombia). La sede fue el Estadio Atanasio Girardot de Medellín. De acuerdo con el reglamento de la competencia, ningún partido podía quedar empatado, así que la tanda de penales fue la opción para resolver esos pactos. En el partido final el Defensor Lima de Perú se quedó con la Copa Simón Bolívar entregada por el presidente de la Confederación Sudamericana de Fútbol Teófilo Salinas. La copa fue recibida por su capitán Raúl Párraga. 
Así el Defensor Lima fue el primer equipo peruano en ser campeón de este certamen.

## Equipos participantes
| País      | Equipo            | Vía de clasificación     |
| --------- | ----------------- | ------------------------ |
| Colombia  | Atlético Nacional | Campeón Colombiano 1973  |
| Ecuador   | El Nacional       | Campeón Ecuatoriano 1973 |
| Perú      | Defensor Lima     | Campeón Peruano 1973     |
| Venezuela | Portuguesa        | Campeón Venezolano 1973  |

## Partidos
1ª ronda
| Fecha               | Lugar    | Local             | Resultado    | Visitante     |
| ------------------- | -------- | ----------------- | ------------ | ------------- |
| 15 de enero de 1975 | Medellín | Atlético Nacional | 0–0 (5-6 p.) | Defensor Lima |
| 15 de enero de 1975 | Medellín | El Nacional       | 0–0 (2-0 p.) | Portuguesa    |

2ª ronda
| Fecha               | Lugar    | Local         | Resultado | Visitante         |
| ------------------- | -------- | ------------- | --------- | ----------------- |
| 17 de enero de 1975 | Medellín | Defensor Lima | 2–0       | El Nacional       |
| 17 de enero de 1975 | Medellín | Portuguesa    | 3–2       | Atlético Nacional |

3ª ronda
| Fecha               | Lugar    | Local             | Resultado | Visitante   |
| ------------------- | -------- | ----------------- | --------- | ----------- |
| 19 de enero de 1975 | Medellín | Defensor Lima     | 1–0       | Portuguesa  |
| 19 de enero de 1975 | Medellín | Atlético Nacional | 0–1       | El Nacional |

### Tabla de posiciones
| Pos. | Equipo            | PJ | PG | PE | PP | GF | GC | Dif. | Puntos |
| ---- | ----------------- | -- | -- | -- | -- | -- | -- | ---- | ------ |
| 1°   | Defensor Lima     | 3  | 2  | 1  | 0  | 3  | 0  | +3   | 5      |
| 2°   | Portuguesa        | 3  | 1  | 1  | 1  | 3  | 3  | 0    | 3      |
| 3°   | El Nacional       | 3  | 1  | 1  | 1  | 1  | 2  | -1   | 3      |
| 4°   | Atlético Nacional | 3  | 0  | 1  | 2  | 2  | 4  | -2   | 1      |

| Bandera de Perú         |
| Campeón                 |
| Defensor Lima 1° título |